# Juan Martínez Cerrillo
Juan Martínez Cerillo (Bujalance, 4 de abril de 1910 - Córdoba, 6 de octubre de 1989), fue un escultor, imaginero, pintor y guadamecilero español.

## Biografía
Nació en Bujalance (Córdoba) el 4 de abril de 1910 en el seno de una familia de condición modesta que, advertida y convencida por los maestros de las condiciones innatas de Juan para los trabajos artísticos, decide trasladarse a Córdoba para que pueda estudiar en la Escuela de Arte y Oficios.
Así, tras estudiar sus primera letras en su pueblo natal, ingresa con diez años en la Escuela de Artes y Oficios "Mateo Inurria" de Córdoba donde cursa estudios de dibujo, pintura, historia del arte, modelado y, clave para su futuro, se inicia en la técnica del guadamecí. Durante catorce años trabaja en el taller de su maestro de dibujo, D. Rafael Díaz Fernández, donde despertará su inquietud por la imaginería barroca, familiarizándose con la policromía y la escultura. Su trayectoria se vio beneficiada por la creciente demanda de imágenes en el periodo de la posguerra. Alcanzaría su plenitud en 1942 con la apertura de su propio taller, que años más tarde, trasladaría a la calle Enrique Redel. 
Falleció en Córdoba, a la edad de 79 años, el 6 de octubre de 1989.

## Estilo artístico
El estilo de Martínez Cerrillo escapa en cierta medida del expresionismo neobarroco característico de la imaginería contemporánea a favor de una mayor contención expresiva, que se traduce en unas imágenes de expresión melancólica y serena que gozaron, y aún gozan, de gran calado popular, especialmente en el caso de sus tallas de la Virgen María de candelero, aunque realizó igualmente imágenes cristíferas. Aunque su labor arrancó en 1936, no terminaría por consolidarse hasta 1939, una vez superado el complicado periodo de la guerra civil española. Desde este momento se suceden los encargos, no sólo en Córdoba y provincia, sino también en otros puntos de España, especialmente en Málaga y la provincia de Jaén, e incluso de Europa (Bélgica) e Hispanoamérica (Colombia, Guatemala y Venezuela). Aunque se mantuvo en activo hasta la década los ochenta, el grueso de su producción imaginera se extiende sobre todo a lo largo de las décadas de los cuarenta, cincuenta y sesenta.
Cerrillo siempre reconoció y agradeció a Rafael Díaz Fernández que le introdujera en la restauración de imágenes antiguas y en la técnica de la policromía, conocimiento que le permitió trabajar junto a destacados maestros, como Fernández-Andes, autor de Nuestro Padre Jesús de la Salud y Nuestra Señora de las Angustias, Titulares de la popular Cofradía sevillana de Los Gitanos; y Juan de Ávalos, a quien en 1939 ayudó a policromar unas esculturas que el afamado maestro había realizado.

## Obra

### Imaginería
Como consecuencia de la copiosidad de su obra y a la pérdida de su archivo documental es prácticamente imposible ofrecer un catálogo completo de la obra con la que enriqueció un dilatado período de nuestra Semana Mayor. Por ello, a continuación aparecerá reflejado el quehacer cronológico que ha dejado en la ciudad de Córdoba y la provincia.

#### Posguerra
- En 1937:
  - Realizó la imagen de María Santísima de los Dolores para la Hermandad de Jesús Nazareno de Villafranca.
  - Talló la figura de Nuestra Señora de la Soledad para la Hermandad de su mismo nombre de El Carpio.

- En 1938 la Hermandad del Calvario de Córdoba le encargó la hechura de la talla de una Verónica. No obstante, si bien se tiene constancia de su hechura y que procesionó en contadas ocasiones junto a la imagen del Nazareno de San Lorenzo, en la actualidad se desconoce su paradero. [2]

- En 1939:
  - Talló una de sus tallas más representativas y la que sería su primera Dolorosa para la Semana Santa cordobesa: la imagen de María Santísima de la Paz y Esperanza, para la Hermandad del mismo nombre. Poco después tallaría una imagen de San Juan Evangelista para que la acompañase sobre su paso procesional, pero la cual terminaría siendo apartada por la corporación en la segunda mitad del siglo XX. La talla mariana, que con el paso de las décadas se convertiría en una de las imágenes de la ciudad de Córdoba, fue coronada canónicamente en el año 2022.
  - También realizó la primitiva imagen de Nuestra Señora del Mayor Dolor y Esperanza, también para la Hermandad del Calvario de Córdoba. No obstante, ésta sería sustituida en 1945 por la talla Nuestra Señora del Mayor Dolor, obra de Antonio Castillo Ariza. En la actualidad, la imagen de Cerrillo recibe la advocación de Nuestra Señora de las Lágrimas, conformando parte de la cuota de Titulares de la Cofradía de los Estudiantes de Jaén. [3]

|                                        |
| Nuestra Señora de las Lágrimas de Jaén |

|                                                           |
| María Santísima de la Paz y Esperanza Coronada de Córdoba |

#### Consolidación
- En 1940 realizó la imagen cristífera de la Hermandad del Nazareno de Montemayor.

- En 1941 talla a Nuestra Señora de los Afligidos para la Cofradía de la Vera Crux de Montoro (Córdoba).

- En 1942 realizó:
  - La imagen gloriosa de Nuestra Señora de la Estrella, por encargo de la Hermandad homónima de Villa del Río. La imagen sería coronada canónicamente en 1996.
  - La talla de Nuestro Padre Jesús de la Pasión para la localidad de Tomelloso (Ciudad Real)
  - La imagen del Señor de la Humildad para la Hermandad de Jesús Nazareno de Posadas.

- Entre 1942 y 1943, realizó las imágenes del paso de misterio de Jesús en su Entrada Triunfal en Jerusalén de la Hermandad de la Pollinica de Málaga. Tal misterio estaba formado por la imagen del Señor sobre la “pollinica”, una mujer del pueblo tendiendo un manto, y dos niños con palmas y ramas de olivo. En la actualidad, la Hermandad solo conserva la imagen cristífera y la del animal del misterio original.
No obstante, existe la controversia que apunta que el artista pudo realizar la imagen de una dolorosa para la Hermandad. Sin embargo, ésta desapareció y no fue hallada hasta el año 2010. [4]

- En 1943 llevó a cabo la imagen de Nuestra Señora de la Esperanza. En la actualidad está forma parte de la colección privada de la familia Yepes-Romero. [5]

- En 1944 talla la imagen cristífera de la Hermandad de la Sentencia de Córdoba.

- En 1945 realizó:
  - La imagen de Nuestro Padre Jesús de la Humildad y Paciencia para la Hermandad de la Paz de Córdoba, así como las tres figuras que lo acompañan en el misterio: un Cirineo, un romano y un sayón.
  - Las figuras del misterio de la Hermandad de la Sentencia: un romano, un sanedrita y Poncio Pilato.
  - La imagen gloriosa de Nuestra Señora de la Alegría de su natal Bujalance.

- En 1947 realizó la preciosa imagen de María Santísima de la Esperanza para la Hermandad homónima de Córdoba. Ésta sustituyó a la anterior, de propiedad particular, y que procesionaba desde 1940.

- En 1948, talló las imágenes de Nuestra Señora de los Dolores y Nuestro Señor del Huerto para la localidad de Fernán Núñez.

- En 1951 realizó la imagen de Nuestra Señora de la Alegría para la Hermandad del Resucitado de la capital cordobesa.

- En 1954:
  - Finalizó la talla de Nuestro Padre Jesús de las Penas para la Hermandad de la Esperanza.
  - Llevó a cabo la imagen de Nuestro Padre Jesús Rescatado para su natal Bujalance. [6]

- En 1955 talló la imagen de Nuestra Señora de la Esperanza para la Cofradía de la Vera Cruz de Bujalance.

- En 1958 realiza la imagen de Nuestra Señora de la Piedad para la Hermandad del Prendimiento. Igualmente realizó un medallón de cuero repujado con la efigie de María Auxiliadora para su techo de palio.

- En 1963 realizó la talla de Nuestro Padre Jesús de los Reyes para la Hermandad de la Entrada Triunfal, y la cual sustituyó a la anterior, hecha por él mismo en 1944, desapareció en 1957 y es hoy imagen titular homónima de la Hermandad de la Entrada Triunfal de Posadas.

- En 1964 llevó a la cabo la talla de Nuestro Padre Jesús en su Entrada Triunfal en Jerusalén para Nueva Carteya.

- En 1966 talló la imagen de Nuestra Señora de los Dolores para la Hermandad de Jesús Nazareno de Espejo (Córdoba).

- En 1972 realizó la imagen de Nuestra Señora de Guadalupe para la iglesia del mismo nombre, situada en la barriada cordobesa de Levante

|                                                         |
| Nuestro Padre Jesús a su Entrada en Jerusalén de Málaga |

|                                                           |
| Nuestro Padre Jesús de la Humildad y Paciencia de Córdoba |

|                                                |
| Nuestro Padre Jesús de la Sentencia de Córdoba |

|                                            |
| María Santísima de la Esperanza de Córdoba |

|                                                                                 |
| Nuestro Padre Jesús de los Reyes en su Entrada Triunfal en Jerusalén de Córdoba |

|                                             |
| Nuestro Padre Jesús de las Penas de Córdoba |

#### Últimas obras
- En 1981:
  - LLevó a cabo la imagen del Cristo del Amor de Cardeña, realizado en madera tallada sin policromar, circunstancia que acentúa aún más su patetismo
  - Realizó el Cristo de la Buena Muerte de Puente Genil.
  - Talló la imagen de Nuestra Señora del Desconsuelo y Amparo para la Iglesia de San Andrés de Córdoba.

- En 1983 talló la imagen de María Santísima de la Paz "Campanitas" para la Hermandad de Amor y Paz de Lucena (Córdoba).

- En 1984 realizó su última gran obra: la talla de Nuestra Señora Santísima Virgen de la Paz, por encargo de la Hermandad de la Sentencia de la localidad de Cabra.

### Restauración
En esta misma línea, el imaginero de Bujalance desempeñó también una labor importante como restaurador de imágenes de culto ajenas a su gubia, pudiéndose señalar, entre otras:
- Uno de los trabajos de restauración más destacados del artista fue sobre la imagen de Jesús Nazareno de Espejo. Dicha talla, de la escuela granadina del siglo XVII y la cual se encontraba totalmente mutilada, fue restaurada completamente por Cerrillo en 1940, pues solo quedaban trozos de la primitiva.
- En 1941 restaura a Nuestro Padre Jesús de la Pasión, y en 1946 restaura las tallas de María Santísima del Amor y de San Juan Evangelista. Todas estas pertenecen a la Hermandad de la Pasión de Córdoba.
- En 1950 restauró a la entonces imagen Titular de la Hermandad del Resucitado de Córdoba. No obstante, ésta fue sustituida en 1988 por la actual, obra de Juan Manuel Miñarro.
- En 1959 restaura el Santísimo Cristo de la Expiración, de la Hermandad homónima cordobesa.
- En 1966 retalló completamente la imagen de María Santísima de la Amargura de la Hermandad del Rescatado.
- En 1973 y 1978 restauró la imagen de Nuestro Padre Jesús del Buen Suceso y las figuras de su paso de misterio, por encargo de la Hermandad homónima cordobesa.
- En 1976 restauró la imagen de Nuestra Señora del Consuelo de la Hermandad del Calvario de Puente Genil.
- En 1977 reformó profundamente la talla de María Santísima de Salud y Consuelo, talla anónima de finales del siglo XVIII o comienzos del siglo XIX procedente de Jaén. En la actualidad, y tras una larga estancia en la Iglesia de San Andrés de Córdoba, la imagen pertenece a la Hermandad de la Conversión de la capital cordobesa.
- En 1979 intervino la talla de Nuestra Señora de la Fuensanta, Copatrona de la ciudad de Córdoba. Esta intervención fue necesaria debido a los daños en su policromía a causa del incendio en la Iglesia de Santiago Apóstol, lugar donde se encontraba debido a las obras que se estaban acometiendo en su Santuario.
- Entre 1985 y 1986 realizó sus últimos trabajos. Restauró las imágenes de Nuestra Señora de la Piedad de Cabra, la de Nuestra Señora de la Consolación de la Iglesia de las Santas Margaritas de Córdoba, y la de Nuestra Señora de los Dolores de Villafranca de Córdoba, obra que él mismo había tallado en 1936.

### Guadamecí
Aunque el artista bujalanceño es más conocido por sus obras de escultura e imaginería, su formación inicial la realizó con pintura y cuero repujado. En este último capítulo, son reseñables los usos de cordobán y guadamecí que popularizó en la década de los cuarenta y cincuenta.
Algunas de sus obras más destacadas con estos materiales se vieron reflejadas en Hermandades de la capital, como por ejemplo la Hermandad de la Paz, que a día de hoy, en la decoración de las camarines de sus dos Titulares, presenta decoración realizada con cordobán y guadamecí. También se podían encontrar estos materiales en algunos de los antiguos pasos de salida de sus imágenes.
Sin embargo, una de sus obras más destacadas fue el paso de salida Nuestro Padre Jesús de las Penas de la Hermandad de la Esperanza. Dicho paso fue sobre el que procesionó la imagen cristífera hasta 1989, siendo posteriormente restaurado y utilizado en una ocasión en 2004, cuando la imagen presidió el Viacrucis de las cofradías. No obstante, Cerrillo realizó un gran número de insignias para la cofradía radicada en la iglesia de San Andrés. Además, la crestería del actual palio de la Virgen de la Esperanza está hecha de este material.
Incluso, en los respiraderos del actual paso de palio de María Santísima de la Amargura conservan frisos con esta técnica. Después de todo, a finales de la década de los sesenta, el artista realizó un paso de palio en cuya ejecución destacaron los usos del cordobán y el guadamecí. Además, Cerrillo realizó cinco pinturas al óleo, las cuales serían colocadas en el techo de aquel palio (y que en la actualidad conserva el actual). Las temáticas de estas son el Misterio de la Santísima Trinidad para la gloria del palio, mientras que las cuatro restantes son con las imágenes de cada uno de los evangelistas, situándose en las cuatro esquinas del techo. 

## Reconocimientos
- Recibió el título de Artesano Distinguido en 1972, por sus trabajos artísticos de cuero, junto a González Mateos, artesano del hierro forjado. [8]
- Fue nombrado Académico Colaborador de la Real Academia de Córdoba, con fecha 17 de noviembre de 1975.

### A título póstumo
Tras su muerte, han tenido lugar numerosos homenajes al imaginero, cuya dedicación a la Semana Santa de Córdoba la revitalizó en las décadas de los cuarenta y los cincuenta. Algunos de los más destacados han sido:
- Fue nombrado Cofrade Ejemplar 1990.
- Tras su muerte, se inició una campaña de recogida de firmas a fin de solicitar al Ayuntamiento una calle de la ciudad para el insigne imaginero. Esto se haría realidad en 1997, cuando el consistorio rotularía con el nombre de "Escultor Juan Martínez Cerrillo" a una de las calles de la barriada de El Brillante.
- En 1998 se organizó en la Diputación Provincial una exposición en honor del artista. Ésta fue organizada por la Hermandad de la Esperanza de Córdoba. [9]
- En 2006, la Agrupación de Hermandades y Cofradías de Córdoba presentó una de las obras realizadas por el artista con la técnica al óleo, el cual serviría para representar el cartel de la Semana Santa del año 2006. En ésta, aparecía María Santísima de la Amargura, Titular de la Hermandad del Rescatado, sobre el paso de palio que el mismo artista diseñó y realizó para la imagen a finales de los años sesenta.
- En 2019, y con motivo de la Coronación Canónica de la talla de María Santísima de la Paz y Esperanza, su Hermandad organizó una nueva exposición, la cual reunió en la Diputación a nueve imágenes de Dolorosas realizadas por el imaginero. [10]
- En 2021, una de las pinturas del artista volvió a ser elegida para aparecer en un cartel, siendo esta vez designada por el Ayuntamiento de Córdoba para ilustrar esta singular festividad de los Patios de Córdoba. [11]